# Jan Albrecht I. Meklenburský
Jan Albrecht I. Meklenburský (23. prosince 1525 Güstrow – 12. února 1576 Schwerin) byl vévodou meklenbursko-güstrowským v letech 1547–1556 a vévodou meklenbursko-zvěřínským v letech 1556–1576.

## Biografie
Narodil se jako druhý, avšak první přeživší syn a potomek z deseti dětí meklenburského vévody na Güstrow Albrechta VII. a braniborské princezny Anny, dcery braniborského markraběte Jáchyma I. Nestora. V třinácti letech ho rodiče svěřili do výchovy „papežskému vikáři“ Johannu Sterlingovi, významnému německému lékaři a přírodovědci. Poté v roce 1539 poslal otec Jana Albrechta na dvůr svého švagra, protestantského kurfiřta Jáchyma II. Braniborského. Společně s nejstarším kurfiřtovým synem, Janem Jiřím, navštěvoval v letech 1541-1544 nově založenou universitu ve Frankfurtu nad Odrou.
Roku 1547 jeho otec zemřel a Jan Albrecht spolu se svými bratry Oldřichem a Jiřím zdědil vévodství. Spravoval nejprve část Meklenburg-Güstrow sám, neboť jeho bratr Oldřich byl od roku 1550 nástupcem svého bratrance Magnuse III. Meklenbursko-Zvěřínského na postu administrátora Schwerinského biskupství a bratr Jiří bojoval ve šmalkaldské válce a roku 1552 u Frankfurtu nan Mohanem padl. Po smrti strýce, Jindřicha V. Pokojného v roce 1552 získal zbylou část Meklenburska (Meklenburg-Schwerin). Avšak již roku 1555 byl nucen vydělit část Meklenburg-Güstrow svému mladšímu bratru Oldřichovi.
Jan Albert, vychován v duchu částečně katolickém, částečně protestantském, ještě v roce 1547 na přání otce bojoval na katolické straně v císařském vojsku ve šmalkaldské válce. Po převzetí vlády však ve svém vévodství zavedl luteránství (to vyhlásil současně se strýcem v roce 1549), smířil se se severoněmeckými protestantskými knížaty a v roce 1552 se zúčastnil již na protestantské straně výpravy proti císaři. Reorganizoval universitu v Rostocku a církevní organizaci v Meklenbursku, přeložil fragmenty bible. V Polsku intervenoval při obraně svého bratra Kryštofa, který se měl stát arcibiskupem Rigy, ale v důsledku neshod se Švédy byl polským králem uvězněn. Jan Albrecht dosáhl jeho osvobození výměnou za zřeknutí se uchazečství o arcibiskupský stolec. Roku 1573 stanovil, že dědění meklenburského trůnu bude nadále nastupovat na zásadě primogenitury.
Vévoda Jan Albrecht byl mecenášem umění a vědy, skutečným moderním renesančním knížetem, otevřeným vědeckým poznatkům své doby. Bojoval za reformaci a modernizoval stát. Měl rozsáhlou knihovnu, jejíž podstatná část se později dostala do univerzitní knihovny v Rostocku. Zajímal se o vědecké poznatky, zabýval se astronomií a kartografií, angažoval proto jako svého knihovníka a kartografa Tilemanna Stellu. Společné cesty na císařský dvůr ve Vídni roku 1560 využili oba ke studiu architektury a moderní techniky pevnostního stavitelství, které posléze využili v Meklenbursku. Vévodský dvůr ve Wismaru přestavěl podle svých představ, stejně jako přebudoval řadu vévodských hradů na moderní pevnosti, přestože náklady na tyto aktivity šly často nad rámec jeho finančních možností. Favorizoval styl staveb z pálených cihel, který při jeho návratu v 19. století dostal jeho jméno. K jeho důležitým činům náleží založení řady vyšších škol v Güstrow (1552), ve Schwerinu (1553) a v Parchimu (1564).

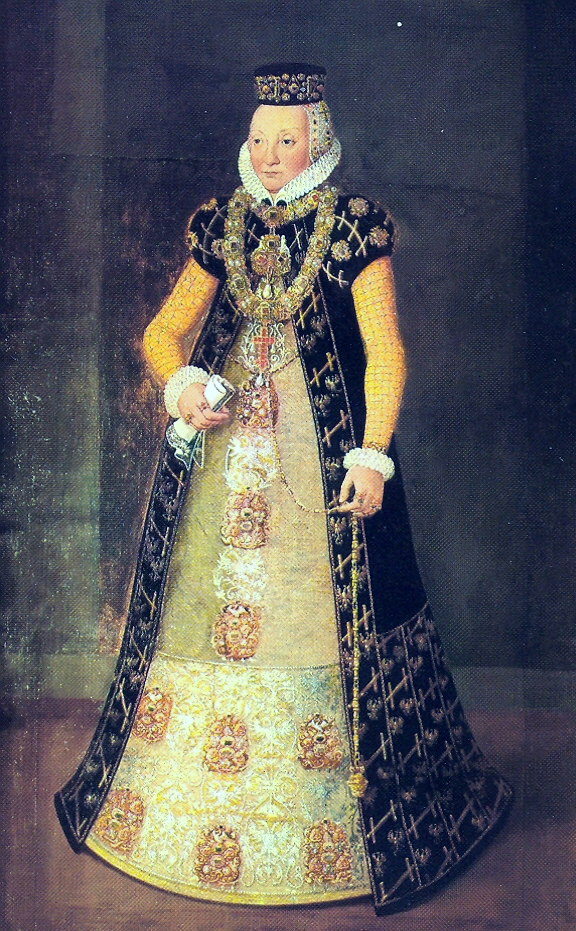
Anna Sofie Pruská, manželka Jana Albrechta I. Meklenburského

## Rodina
24. února roku 1555 se Jan Albrecht oženil s pruskou princeznou Annou Sofií, dcerou pruského knížete Albrechta Braniborsko-Ansbašského (posledního velmistra Řádu německých rytířů). Z jejich manželství se narodili tři synové, první z nich však zemřel v dětském věku.
- 1. Albrecht (19,. 12. 1556 Güstrow – 2. 3. 1561)[1]
- 2. Jan VII. Meklenburský (7. 3. 1558 Güstrow – 22. 3. 1592 Burg Stargard), vévoda meklenbursko-schwerinský od roku 1576 až do své smrti[2]
⚭ 1588 Žofie Holštýnsko-Gottorpská (1. 6. 1569 Schleswig – 14. 11. 1634 Schwerin)[3]
- 3. Zikmund August Meklenburský (11. 11. 1560 Schwerin – 5. 9. 1600 Ivenack), titulární vévoda meklenburský[4]
⚭ 1593 Marie Klára Pomořansko-Barthská (10. 7. 1574 Franzburg – 19. 2. 1623 Hitzacker)[5]